# ولادیسلاوف گاوریکوف
ولادیسلاوف گاوریکوف (روسی: Владислав Андреевич Гавриков؛ زادهٔ ۲۱ نوامبر ۱۹۹۵) بازیکن هاکی روی یخ اهل روسیه است.
وی همچنین برندهٔ جوایزی همچون نشان دوستی شده‌است.